# Hubera stuhlmannii
Hubera stuhlmannii är en kirimojaväxtart som först beskrevs av Adolf Engler, och fick sitt nu gällande namn av Chaowasku. Hubera stuhlmannii ingår i släktet Hubera och familjen kirimojaväxter. Inga underarter finns listade i Catalogue of Life.